# Gereint ac Enid

Gereint ac Enid est un conte gallois, connu en français sous le titre de Gereint, fils d’Erbin. Dans le livre de Chrétien de Troyes, Gereint s'appelle en fait Érec, fils du roi Lac. Il fait partie des trois romans gallois regroupés sous le nom Y Tair Rhamant ; les deux autres titres sont : Owein (le conte de la dame à la fontaine) et Peredur ab Evrawc (Peredur, fils d’Evrawc), généralement associés aux Mabinogion, depuis leur traduction du gallois en anglais, par Lady Guest, au XIXe siècle. 
Il ne doit pas être confondu avec le poème homonyme de Chrétien de Troyes, que l’on date de 1165. Les spécialistes pensent que les deux textes sont issus d’une même source aujourd’hui perdue, mais il est probable que Gereint soit basé directement ou indirectement sur l’histoire d’Érec (bien que Chrétien de Troyes ait pu avoir une source d’origine celtique). Les trois contes sont contenus dans deux manuscrits en langue galloise du XIVe siècle, le Livre Blanc de Rhydderch et  le Livre Rouge de Hergest.

## Résumé
Le roman concerne les amours de Geraint et Enid. Le couple se marie et s’installe, mais des rumeurs laissent entendre que Gereint est parti discrètement. Bouleversée par la nouvelle, Enid pleure et pense qu’elle n’est pas assez bonne épouse pour retenir son mari de ses obligations de chevalier. Mais Geraint ne la comprend pas et pense qu’elle lui est infidèle. Ils partent pour un long et périlleux voyage mais il lui demande de ne pas lui adresser la parole. Enid n’en tient pas compte et tente, à plusieurs reprises, d’alerter Gereint des dangers. Plusieurs aventures démontrent les sentiments d’Enid et la vaillance du chevalier.  Réconciliation finale du couple et Geraint hérite du royaume de son père.

## Commentaire
Enid n’apparait pas dans les sources galloises en dehors de ce conte, alors que Gereint est un personnage populaire. Certains spécialistes soutiennent que le Érec du poème de Chrétien de Troyes est basé sur le personnage de Gereint, mais d’autres pensent que le rédacteur gallois a simplement substitué un nom familier, associé à des faits héroïques, à un nom français inconnu. Dans le texte de Chrétien, la cour du roi Arthur est localisée à Cardigan et le royaume d’Erbin à Destregalles, ce qui fait dire à Pierre-Yves Lambert que sa source pourrait être Bleddri ap Cadifor, un érudit originaire de cette région.
Gereint est un chevalier, il est donc la plupart du temps sur sa monture : aventures, reconnaissance de ses terres, tournois. Leur errance est une pénitence avant la conclusion du récit.
Le poète anglais Alfred Tennyson (1809 – 1892) a repris le thème de Geraint and Enid dans deux de ses poèmes des Idylls of the King.

## Source
- Les Quatre branches du Mabinogi et autres contes gallois du Moyen Âge traduit du gallois, présenté et annoté par Pierre-Yves Lambert, Éditions Gallimard, collection « L'aube des peuples », Paris, 1993,  (ISBN 2-07-073201-0).